# The Whore of Wall Street
The Whore Of Wall Street ist eine fünfteilige US-amerikanische Porno-Parodie-Serie von  Brazzers auf den Film The Wolf of Wall Street.

## Handlung
In der Welt der Wall Street dreht sich alles um Sex. Dani Daniels spielt eine reiche Bankerin und ist als „die Hure der Wall Street“ bekannt.

## Auszeichnungen
- Nominiert in den Kategorien „Best Porn Parody“, „Best Screenplay – Parody“ und „Best Director – Parody“ bei den AVN Awards 2015
- Editor’s Choice von XBIZ.[1]